# Symphonie (Lied)
Symphonie ist ein Lied der deutschen Pop-Rock-Band Silbermond aus dem Jahr 2004.

## Entstehung und Veröffentlichung
Das Lied wurde gemeinsam von den Silbermond-Mitgliedern Stefanie Kloß, Andreas Nowak, Johannes Stolle und Thomas Stolle geschrieben beziehungsweise komponiert. Für die Produktion zeichneten Ingo Politz und Bernd Wendlandt verantwortlich.
Die Erstveröffentlichung von Symphonie erfolgte als Teil von Silbermonds Debütalbum Verschwende deine Zeit am 12. Juli 2004 bei Modul. Am 27. September 2004 erschien das Lied als dritte Singleauskopplung aus dem Album (Katalognummer: 82876 64346 2). Diese erschien als CD-Maxi-Single mit einer weiteren Version des Liedes sowie dem Titel Verschwende deine Zeit als B-Seiten. Darüber hinaus verfügt die Maxi-Single über das dazugehörige Musikvideo.

## Inhalt
Symphonie handelt von der Geschichte zweier sich einmal liebenden Menschen, die an einem Punkt angekommen sind, an dem sie nicht mehr wissen, wie es weiter gehen soll. Irgendwas sei nicht mehr so wie es mal war und dabei schien am Anfang alles so einmalig zu sein. Niemand wisse, was der Grund dafür ist, aber jetzt stünden beide zusammen im Regen und lassen die Symphonie der unvergesslichen Momente, die sie zusammen geschrieben haben, Revue passieren. Die Angst diese Momente zu verlieren und die Einsicht, sich einzugestehen, dass nichts mehr geht, bringt beide zur Erkenntnis, fortan getrennte Wege zu gehen („[...] denn wenn´s nur regnet, ist es besser aufzugeben.“), aber immer mit der Erinnerung an all die schönen Zeiten, die sie zuzweit erlebt haben.

## Musikvideo
Zu Symphonie entstand ein Musikvideo in zwei Versionen, die in schwarz-weiß gedreht wurden und unter der Regie von Daniel Siegler entstanden.

## Rezeption

### Charts und Chartplatzierungen
| ChartsChartplatzierungen | Höchstplatzierung | Wochen |
| ------------------------ | ----------------- | ------ |
| Deutschland (GfK)        | 5 (26 Wo.)        | 26     |
| Österreich (Ö3)          | 4 (27 Wo.)        | 27     |
| Schweiz (IFPI)           | 56 (24 Wo.)       | 24     |

| ChartsJahrescharts (2004) | Platzierung |
| ------------------------- | ----------- |
| Deutschland (GfK)         | 38          |
| Österreich (Ö3)           | 51          |

| ChartsJahrescharts (2005) | Platzierung |
| ------------------------- | ----------- |
| Österreich (Ö3)           | 68          |

### Auszeichnungen für Musikverkäufe
| Land/Region        | Auszeichnungen für Musikverkäufe (Land/Region, Auszeichnung, Verkäufe) | Verkäufe |
| ------------------ | ---------------------------------------------------------------------- | -------- |
| Deutschland (BVMI) | Gold                                                                   | 150.000  |
| Insgesamt          | 1× Gold ·                                                              | 150.000  |

## Coverversionen (Auswahl)
- 2008: Sarah Brightman – Symphony (Album: Symphony)[9]
- 2023: Anastacia – Symphony (Album: Our Songs)[10]